# Однорогов, Василий Ефимович
Василий Ефимович Однорогов (24 декабря 1925 — 11 января 1993) — командир отделения мотоциклетной роты 6-го отдельного гвардейского мотоциклетного батальона (8-й гвардейский Краснознаменный танковый корпус, 2-я ударная армия, 2-й Белорусский фронт), гвардии сержант — на момент представления к награждению орденом Славы 1-й степени.

## Биография
Родился 24 декабря 1925 года на хуторе Ульяновка Кропоткинского района Краснодарского края.
В рядах Красной Армии с января 1943 года. В действующей армии с августа 1943 года. Воевал на Воронежском, 1-м и 2-м Белорусских фронтах.
18 сентября 1944 года гвардии младший сержант Однорогов Василий Ефимович награждён орденом Славы 3-й степени. 22 марта 1945 года гвардии младший сержант Однорогов Василий Ефимович награждён орденом Славы 2-й степени.
В марте 1945 года в составе разведывательной группы проник за передний край обороны противника близ Прёйсиш-Старгард ныне Старогард-Гданьски, Польша, уничтожил пулемет и до 10 противников.
Указом Президиума Верховного Совета СССР от 29 июня 1945 года гвардии сержант Однорогов Василий Ефимович награждён орденом Славы 1-й степени, став полным кавалером ордена Славы.
С марта 1950 года в запасе. Жил в городе Винница Украина. Кандидат философских наук. Умер 11 января 1993 года.